# Associazione Calcio Comense 1926-1927
Questa pagina raccoglie le informazioni riguardanti l'Associazione Calcio Comense nelle competizioni ufficiali della stagione 1926-1927.

## Stagione
Per volere delle autorità fasciste avviene la fusione fra il "Como Foot Ball Club" e l'"Esperia Foot-Ball Club".
Nasce l'Associazione Calcio Comense, che cambia radicalmente i propri colori sociali: dalle maglie biancoazzurre del Como e bianco stellate dell'Esperia si è passati a quelle biancorosse della Comense.
Con molta difficoltà la squadra comense termina al penultimo posto in classifica il proprio girone evitando la retrocessione in Seconda Divisione.

## Rosa
| N. |                   | Ruolo | Calciatore           |
| -- | ----------------- | ----- | -------------------- |
|    | Italia (bandiera) | P     | Amedeo Lissi         |
|    | Italia (bandiera) | D     | Carlo Ballerini      |
|    | Italia (bandiera) | D     | Camillo Bianchi      |
|    | Italia (bandiera) | D     | Sante Clemente Cetti |
|    | Italia (bandiera) | D     | Riccardo Camporini   |
|    | Italia (bandiera) | D     | Bruno Casartelli     |
|    | Italia (bandiera) | D     | Plinio Farina        |
|    | Italia (bandiera) | D     | Manlio Giacomini     |
|    | Italia (bandiera) | C     | Cesare Butti         |
|    | Italia (bandiera) | C     | Domenico Butti       |
|    | Italia (bandiera) | C     | Francesco Cetti      |

| N. |                     | Ruolo | Calciatore          |
| -- | ------------------- | ----- | ------------------- |
|    | Italia (bandiera)   | C     | Antonio Cetti       |
|    | Italia (bandiera)   | C     | Innocente Colombo   |
|    | Italia (bandiera)   | C     | Giuseppe Gabaglio   |
|    | Italia (bandiera)   | C     | Mario Marelli       |
|    | Italia (bandiera)   | A     | Mario Bartesaghi    |
|    | Italia (bandiera)   | A     | Achille Bordoli     |
|    | Italia (bandiera)   | D     | Eligio Donadeo      |
|    | Ungheria (bandiera) | A     | Lajos Hamacek       |
|    | Italia (bandiera)   | A     | Renato Preziati     |
|    | Italia (bandiera)   | A     | Salvatore Roncoroni |
|    | Italia (bandiera)   | A     | Amerigo Tettamanti  |